# Överkalix (đô thị)
Đô thị Överkalix (Överkalix kommun) là một đô thị ở hạt Norrbotten, phía bắc Thụy Điển. Thủ phủ là Överkalix.
Năm 1870, một phần của Överkalix cũ đã được tách tạo thành đô thị Korpilombolo (hiện ở đô thị Pajala). Đô thị này không chịu ảnh hưởng của hai cuộc cải cách đơn vị hành chính trong thế kỷ 20.

## Các đơn vị dân cư
Dân số tính theo con số năm 2005
- Svartbyn 281
- Tallvik 444
- Vännåsberget 207
- Övekalix (thủ phủ) 946

## Ngôn ngữ
Do nằm gần Phần Lan nên tiếng Phần Lan được công nhận là ngôn ngữ thiểu số của Thụy Điển. Phương ngữ Thụy Điển ở đây được gọi là Överkalixmål, tiếng Överkalix..

## Địa lý
Överkalix nằm dọc theo con sông chảy theo hướng nam, sông Kalix. Trong đô thị này cũng có 2 thác nước Jockfall (cao 9 m) và Linafall (cao 16 m).
Các làng: Alsån, Boheden, Gyljen, Hedensbyn, Jockfall, Lansjärv, Lomträsk, Norra Tallvik và Nybyn.